# Jenny Montigny
Jenny Montigny (Gent, 8 december 1875 - Deurle, 31 oktober 1937) was een Vlaams kunstschilder.

## Levensloop
Jeanne 'Jenny' Montigny werd geboren in een familie uit de hogere Gentse burgerij. Haar vader Lodewijk 'Louis' Karel August Montigny was afdelingsoverste van het kabinet van de gouverneur van Oost-Vlaanderen, advocaat bij het Hof van Beroep te Gent, gemeenteraadslid (1881-1895), schepen van openbare werken (1891-1895), secretaris-generaal van de door het parlement ingestelde onderzoekscommissie naar de toestand van het lager onderwijs, lid van de verbeteringsraad van het hoger onderwijs en later hoogleraar, deken van de rechtsfaculteit aan de Gentse universiteit en secretaris van de academische raad. Haar moeder, Joanna Helena 'Nancy' Mair, was van Schots-Nederlandse afkomst. Jenny had een broer en twee zussen. 

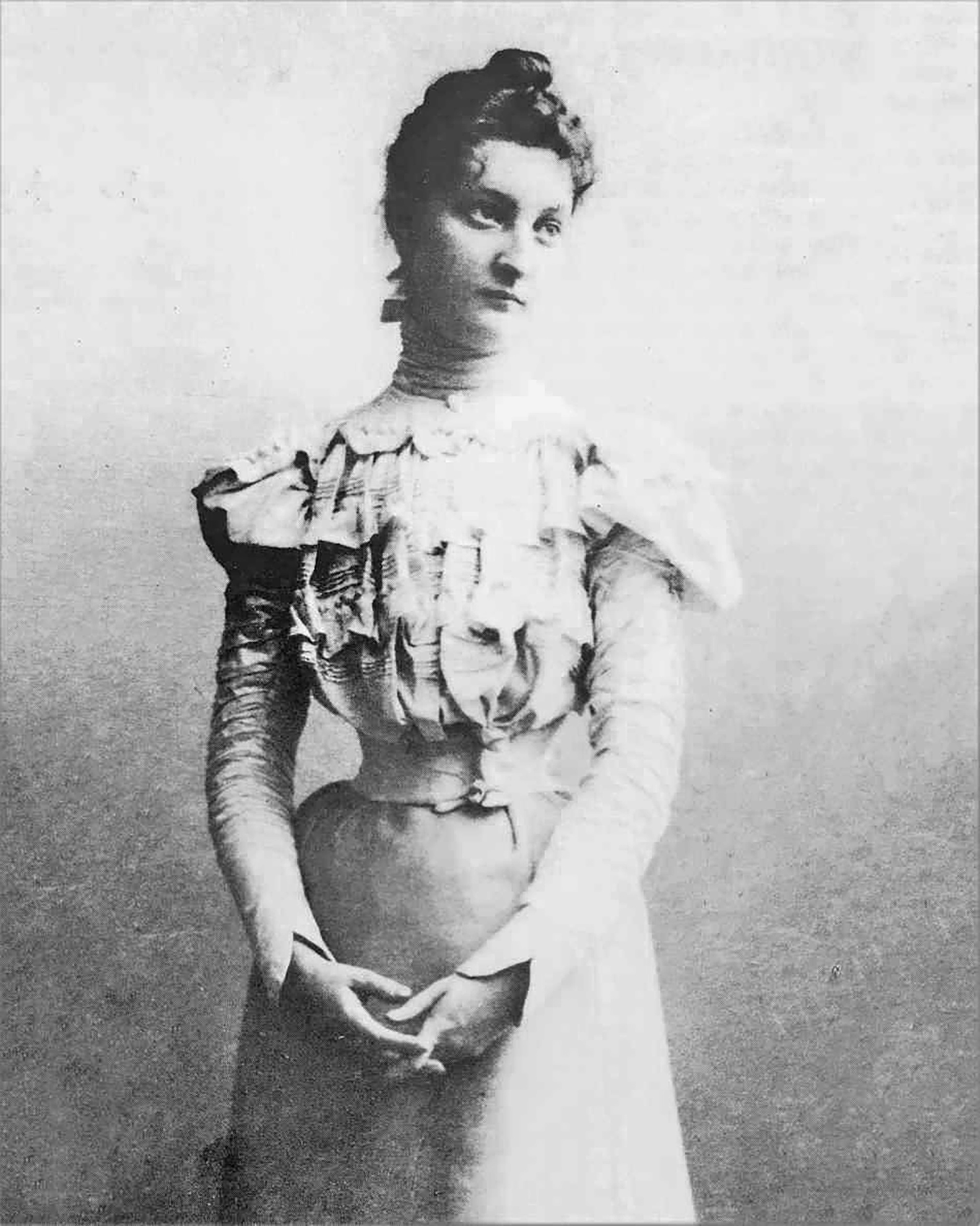
Jenny Montigny

Op haar 17de koos ze voor de schilderkunst, iets wat niet op begrip kon rekenen bij haar ouders. Haar vader liet zich ooit in de Gentse gemeenteraad het volgende ontvallen: "De kunsten laten me helemaal koud." (Blondeel). Anderzijds was het zo dat in de familie reeds een vrouwelijke kunstenaar aanwezig was: op 13 september 1890 - Montigny is dan net geen 15 -  trouwt neef Albert Louis Mair, de zoon van Severin Mair, nonkel langs moederskant, met Gabrielle van Meerbeke. Dat er een iets oudere schilderes tot de familie toetrad, kan aangeven dat Montigny's kunstzinnige aspiraties niet helemaal uit de lucht kwamen vallen.

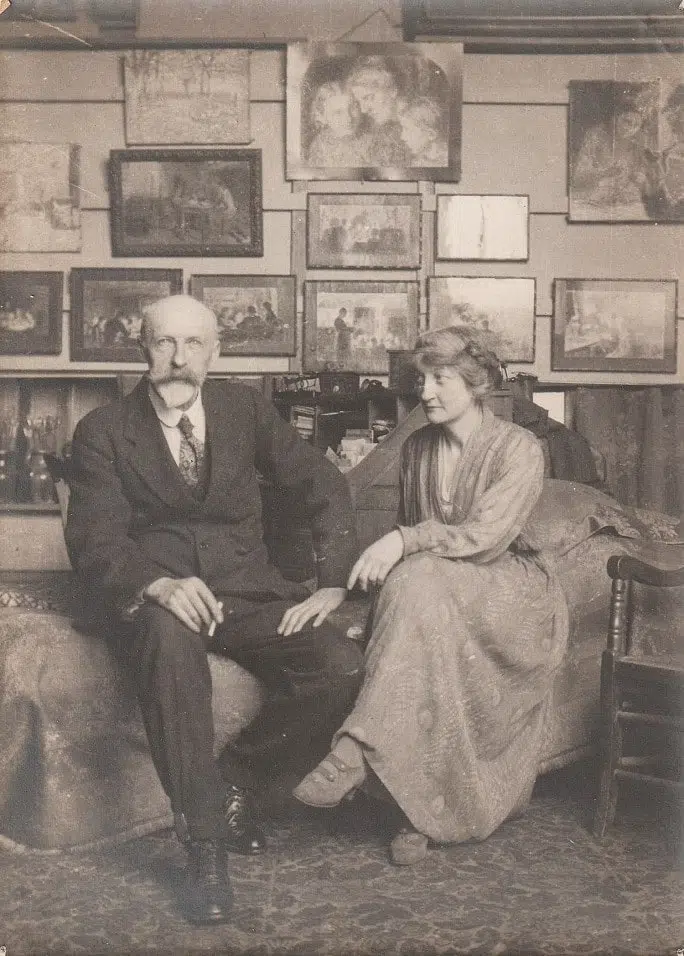
Emile Claus en Jenny Montigny in haar woning in Deurle, 1920

Na het zien van het schilderij De ijsvogels van de schilder Emile Claus besloot Jenny Montigny les te gaan volgen in zijn atelier te Astene, bij Deinze. In de zomer van 1893 volgde ze samen met verschillende, opvallend veel vrouwelijke, studenten (Robeyns, Germonprez, Fischer, Monks) een cursus openluchtschilderen bij Emile Claus. (Blondeel) Vanaf 1895 reisde ze als leerlinge gedurende jaren over en weer van Gent naar Villa Zonneschijn, het atelier van Claus in Astene bij Deinze. Emile Claus was 26 jaar ouder en gehuwd; ze begonnen een verhouding die zou duren tot aan de dood van Emile Claus in 1924.
In 1902 schildert Emile Claus een portret van haar (nu in de Koninklijke Musea voor Schone Kunsten van België te Brussel, inv. nr. 6234) en maakt ze haar debuut op het Salon van Gent. Reeds het jaar erna stelt ze tentoon in Parijs. In 1904 verhuist ze van Gent naar Villa Rustoord, Mortelstraat 9 in Deurle. Haar jongere broer trekt bij haar in. Ze wordt lid van de luministische kunstenaarsgroep Vie et Lumière, waartoe ook Emile Claus en James Ensor behoren. In 1906 koopt de Franse Staat een schilderij van haar op het Salon des Indépendants. Ze exposeert eveneens op de driejaarlijkse salons te Antwerpen, Brussel en Gent. Daarnaast is ze regelmatig te gast in de Gentse Cercle Artistique et Littéraire (Kunst- en Letterenkring). Bij het uitbreken van de Eerste Wereldoorlog reist ze Emile Claus achterna, die met zijn echtgenote naar Londen is uitgeweken. Ze is er actief in de Women's International Art Club in de Grafton Galleries en schildert er in de omgeving van Hyde Park en de Kensington Gardens. Ze legt zich toe op de waterverfkunst en exposeert in verschillende Londense galerijen. Ze begint er ook te etsen en maakt er -naast talrijke etsen met de beeltenis van Emile Claus- een bijzonder interessante reeks etsen met scènes met verwonde Belgische soldaten in de King Albert Hospitals.
Na de oorlog keert het gezelschap terug naar België. Montigny ziet zich verplicht haar Villa Rustoord te verkopen en verhuist naar een kleiner huis in de Pontstraat in Deurle. Haar atelier vestigt ze in een ander gebouw in de Dorpsstraat. Daar schildert ze haar geliefkoosde onderwerp: de ravottende kinderen van Deurle, onder andere op de speelplaats van de nabije Sint-Jozefschool. In 1923 wordt ze lid van de Société des Beaux-Arts de Paris. Na de dood van Emile Claus in 1924 krijgt Montigny het financieel steeds moeilijker. Haar schilderijen zijn niet langer populair en ze overleeft met financiële steun van haar zus en van vrienden. Na haar dood wordt ze snel vergeten. Pas in 1987 zijn haar schilderijen opnieuw te zien op tentoonstellingen in Deurle en Deinze. In 1991 was er een grote retrospectieve tentoonstelling gepland over haar werk in het Musée Pissarro in Pontoise, Frankrijk, maar dat is er nooit van gekomen. Ze ligt begraven op het kerkhof van Deurle.
Jenny Montigny was een van de belangrijkste volgers van Emile Claus, maar ze bleef altijd in de schaduw van haar leermeester. "Toch was ze in zekere zin vernieuwend. Ze vulde het bijna wetenschappelijke van het luminisme aan met emotie, dat van het kind." (Karel Blondeel, Repertorium) "Moeder en kind" is een van haar geliefde onderwerpen. Zelf blijft ze kinderloos. Mannelijke figuren komen zelden voor in haar werk, behalve in de taferelen van Hyde Park, de 'oorlogsschetsen' en de portretten van Emile Claus. In haar eigen stijl, meestal met gladde dikke verf, schildert ze ook de anekdotische charme van het boerenleven. (RoSa)

## Trivia
De gemeenteraad van Gent besliste op 28 maart 2011 om een nieuw wandelpad op de site Alsberghe Van Oost, aan de Drongensesteenweg in Gent, te noemen naar Jenny Montigny. Intussen is er ook een Jenny Montignypad in Deinze en een Jenny Montignylaan in Sint-Martens-Latem.

## Musea
Werken van Jenny Montigny zijn te zien in het Museum voor Schone Kunsten in Gent, in het Museum van Deinze en de Leiestreek, in de Koninklijke Musea voor Schone Kunsten van België in Brussel, in het Museum Charlier in Sint-Joost-ten-Node en in het Museum Dhondt-Dhaenens in Deinze. Verschillende van haar beste werken bevinden zich echter in privé-verzamelingen.

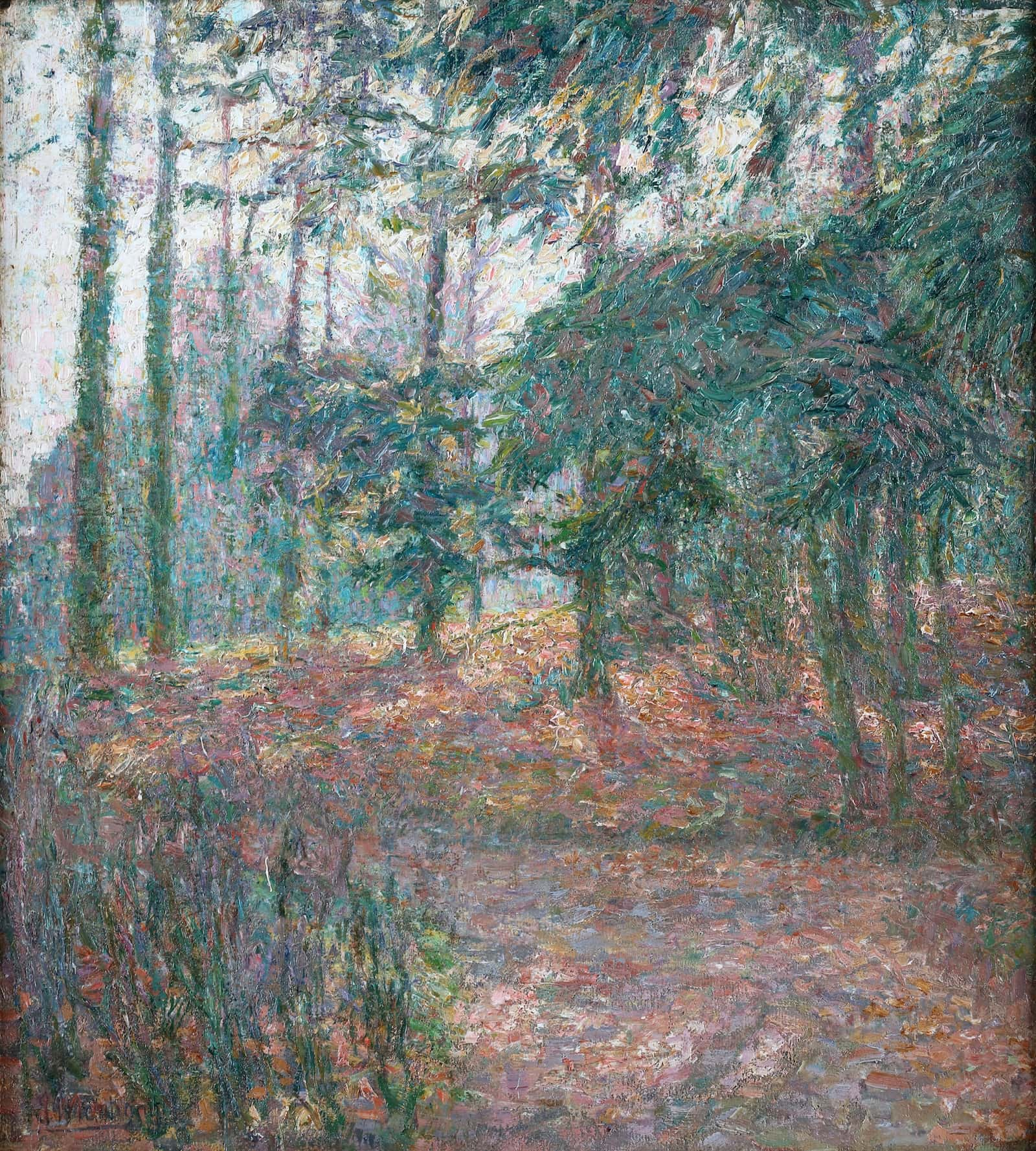
Een boslandschap (Belgische collectie)

## Schilderijen (selectie)
De bekendste werken van Jenny Montigny zijn:
- Cour d'école - De speelplaats, 1898, Brussel, Koninklijke Musea voor Schone Kunsten van België, Inv. nr. 6231
- Sortie de l'école - Het verlaten van de school in de winter, ????, Brussel, Koninklijke Musea voor Schone Kunsten van België, Inv. nr. 4874
- De tuinman, 1902, privé-verzameling (de Smet, p. 86)
- Brug te Deurle, 1906, Brussel, Kamer van de Volksvertegenwoordigers
- Rozeke, ???, privé-verzameling (de Smet, p. 85)
- De tuinier, ????, Gent, Museum voor Schone Kunsten, Inv. nr. 1913-K
- De school, 1910, Deurle, Museum Dhondt-Dhaenens
- Moeder en kind, ca. 1920-1925, Deurle, Museum Dhondt-Dhaenens
- Moederschap, 1927, privé-verzameling (de Smet, p. 91)
- Kindjes in de tuin, 1927, privé-verzameling (de Smet, p. 94)
- Spelende kinderen in de zon, ????, Sint-Joost-ten-Node, Museum Charlier
- Kleuterschool te Deurle, ????, Deinze, Museum van Deinze en de Leiestreek
- De speelplaats te Deurle, 1929, privé-verzameling (de Smet, p. 92)

## Prenten
- Gezicht op Hyde Park in Londen tijdens de Eerste Wereldoorlog, ca. 1914-1918, Gent, Museum voor Schone Kunsten, Inv. nr. 1958-Z-8
- Zeven schetsen van een slapend kind, 1922, Gent, Huis van Alijn
- Portret van de kunstenaar Emile Claus, 1924, Gent, Museum voor Schone Kunsten

## Schilderijen

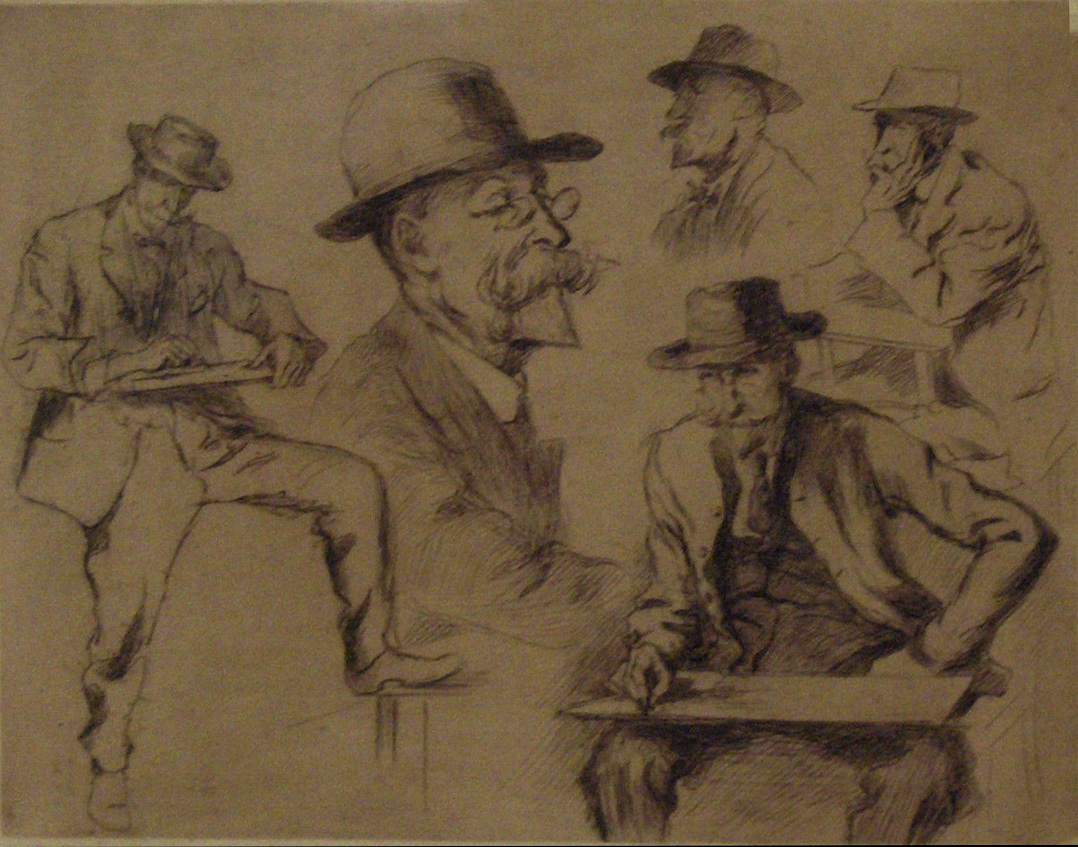
Emile Claus aan het werk; vijf houdingen (ca. 1924); ets
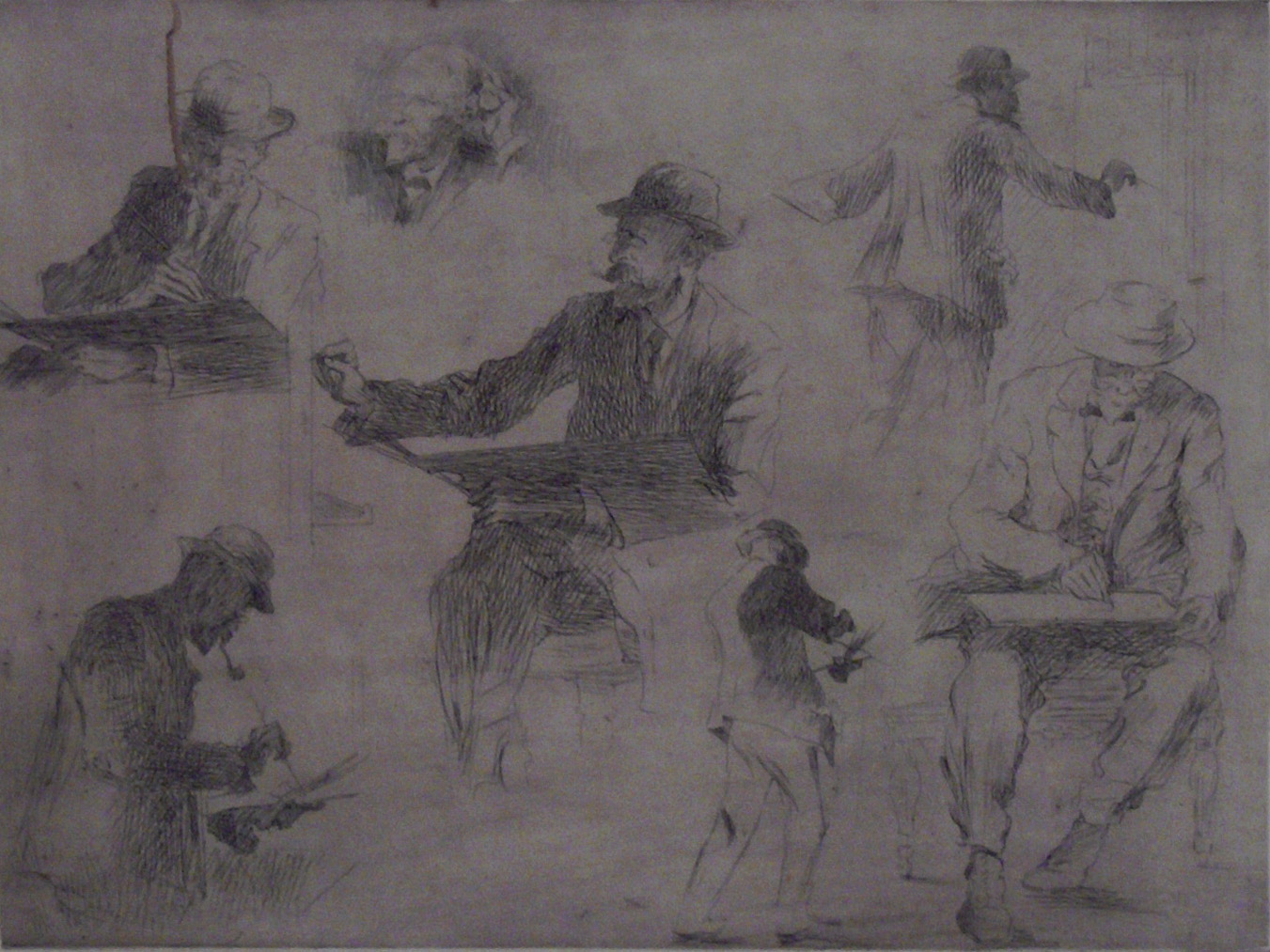
Emile Claus aan het werk; zeven houdingen (ca. 1924); ets
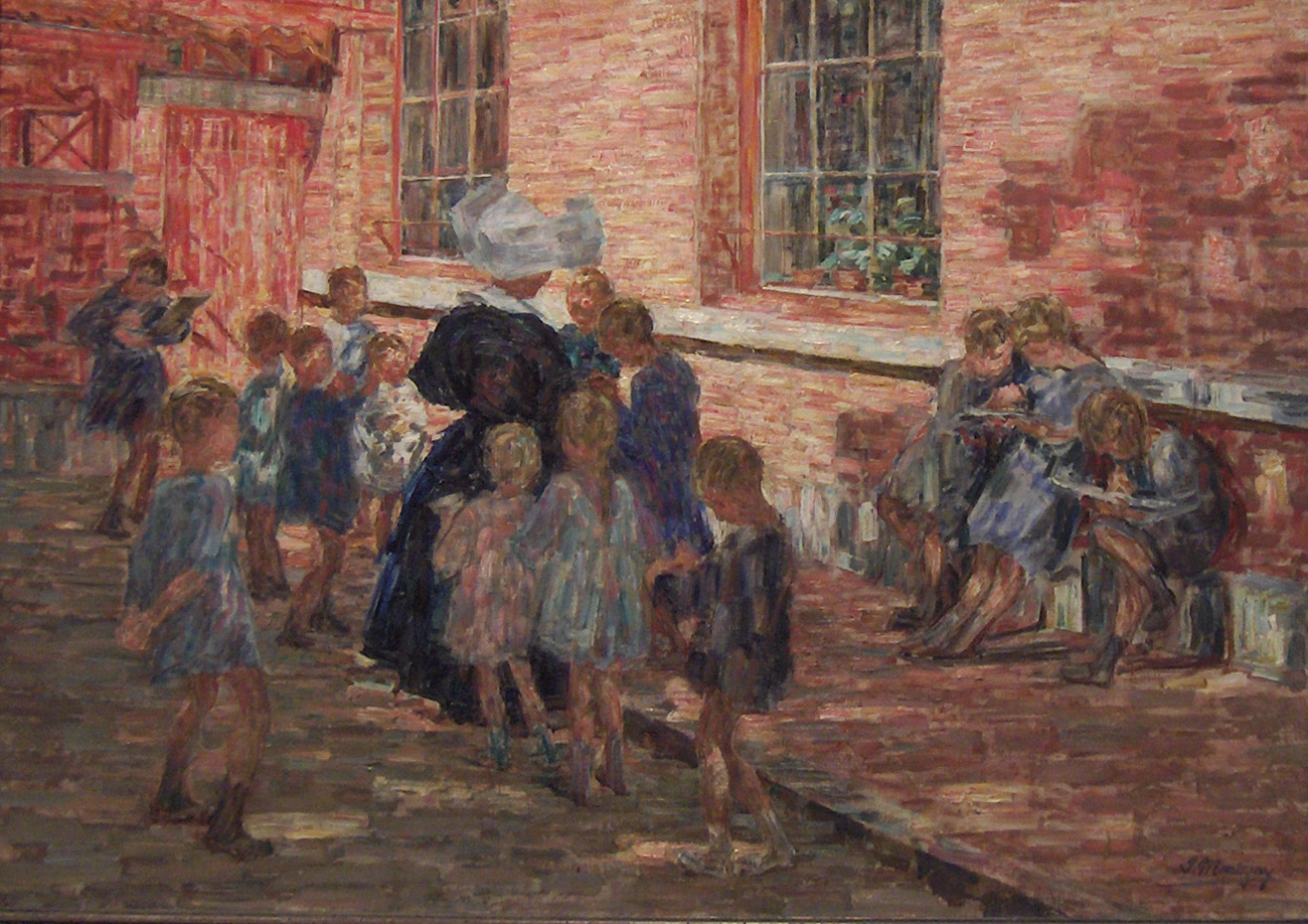
Kleuterschool te Deurle (????); olieverf op doek
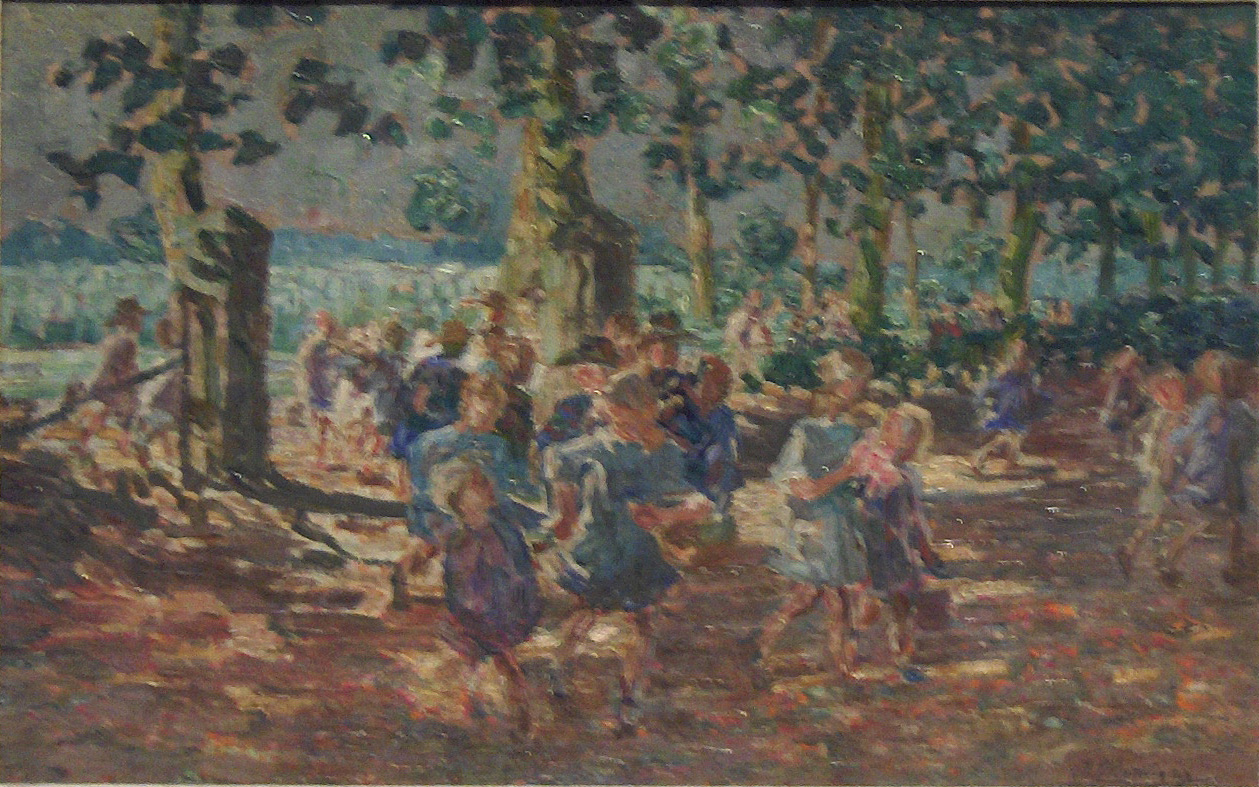
Speelplein (????); ; olieverf op doek
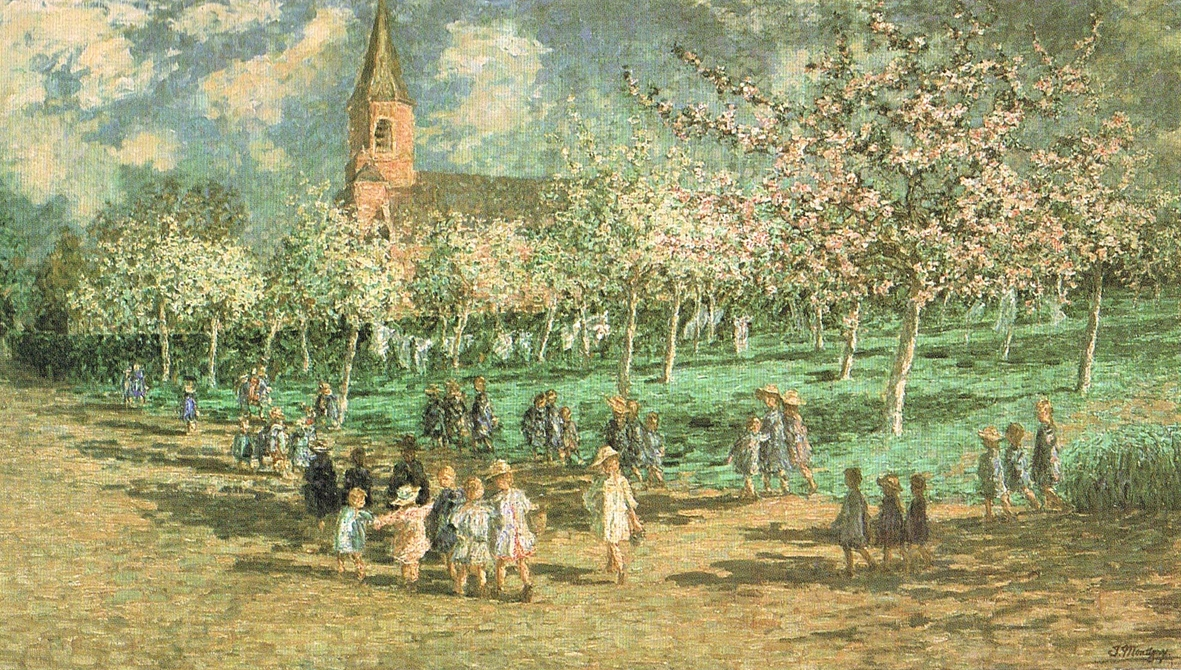
Schoolkinderen en boomgaard in bloei
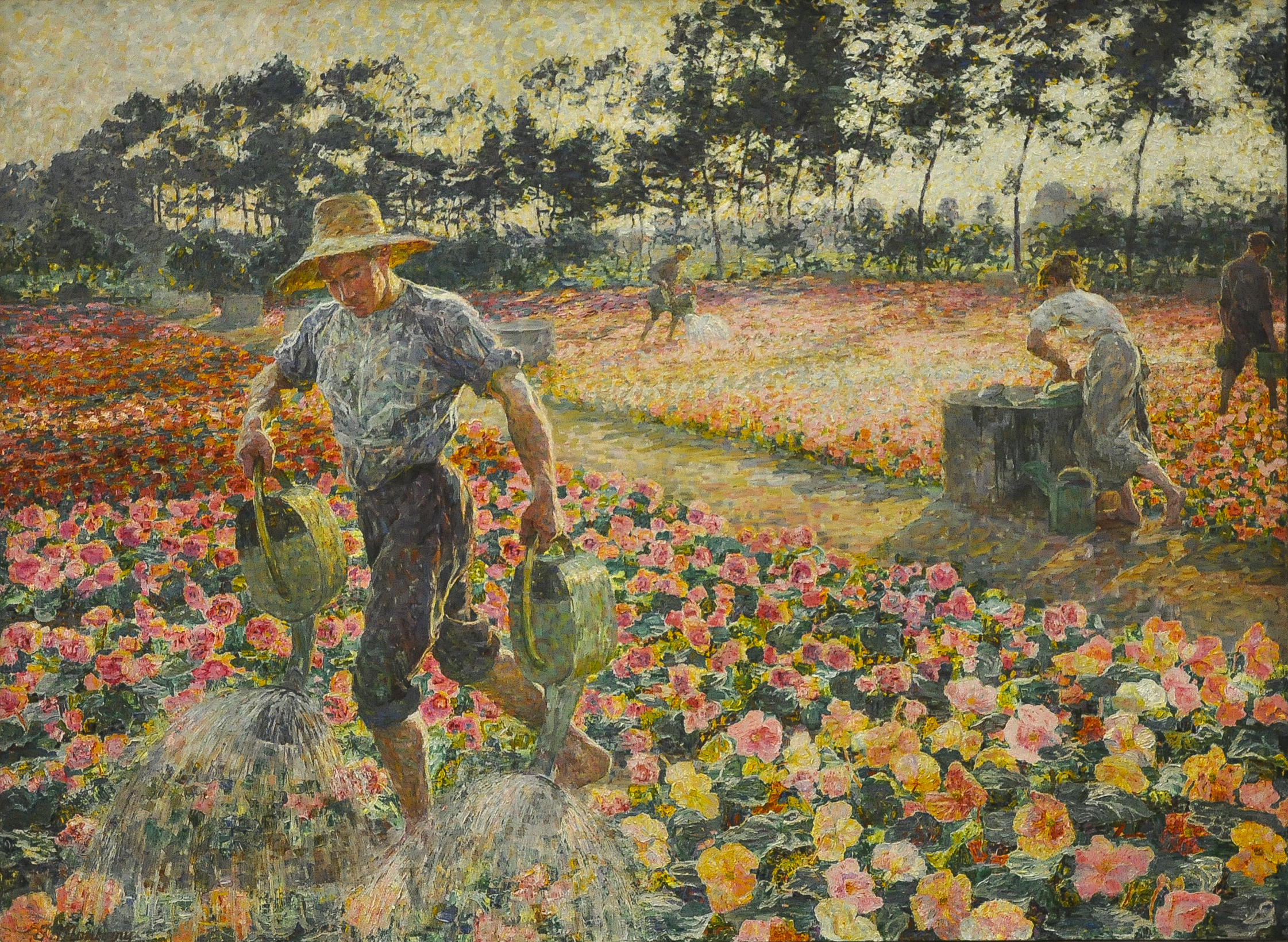
De tuinier in het MSK te Gent

## Catalogi
- J. D'Haese, Huldetentoonstelling Jenny Montigny (1875-1937), cat. exp. Mus. Léon De Smet, Deurle, 1987
- Jenny Montigny (1875-1937), in Retrospectieve tentoonstelling Anna De Weert (1867-1950)
- Jenny Montigny (1875-1937), Yvonne Serruys (1873-1953), cat. exp. Mus. van Deinze en Leiestreek, Deinze, 1987, pp. 25–33.
- L'impressionnisme et le fauvisme en Belgique, cat. exp. Mus. Ixelles, Bruxelles, 1990, pp. 157–159.